# 广发镇
广发乡属湖南省嘉禾县下辖乡镇。2012年4月，盘江乡云里村成建制划归广发乡管辖。行政区划调整后，广发乡辖23个建制村、1个社区，总面积68.36平方公里，总人口3.72万人。

## 行政区划
广发社区、广发村、大村、圳头村、西溪村、平峰村、忠良村、新元坊村、陶岭村、楚江村、青山村、瑞溪村、白觉村、乐仁坊村、乌泥塘村、马峰村、水头岭村、新儒丰村、邹山村、欧家塘村、大塘村、兰白塘村、老儒丰村、云里村